# کومیلا سدار داکشین اوپازیلا
کومیلا سدار داکشین اوپازیلا (به لاتین: Comilla Sadar Dakshin Upazila) یک منطقهٔ مسکونی در بنگلادش است که در ناحیه کومیلا واقع شده‌است. کومیلا سدار داکشین اوپازیلا ۲۴۱٫۶۶ کیلومتر مربع مساحت دارد.